# Árnes
Árnes (is. Árneshreppur) è un comune islandese della regione di Vestfirðir.
Con soli 52 abitanti, è il comune meno popolato dell'Islanda.